# Cypridea
Cypridea is een geslacht van uitgestorven kreeftachtigen uit de klasse van de Ostracoda (mosselkreeftjes).

## Soort
- Cypridea gurvanensis Sinitsa, 1986